# Con đường âm nhạc
Con đường âm nhạc là một chương trình của Đài truyền hình Việt Nam phát sóng định kì vào tối Chủ nhật tuần thứ tư hàng tháng trên kênh VTV1. Chương trình gồm một chuỗi các liveshow được truyền hình trực tiếp, với mục đích nhằm tôn vinh những nhạc sĩ tên tuổi đã có nhiều đóng góp cho nền âm nhạc Việt Nam.

## Nội dung
Chương trình được tổ chức lần đầu vào tháng 6 năm 2005 với chương trình của nhạc sĩ Phú Quang. Đến đầu năm 2007, chương trình được thực hiện trở lại với chương trình của nhạc sĩ Lê Quang.
Mỗi chương trình gồm có 3 phần: live, talkshow và biorythm, được xuất hiện xen kẽ nhau. Chiếm phần lớn chương trình là sự thể hiện của các ca sĩ nổi tiếng, song song với những phần đối thoại và trò chuyện giữa người dẫn chương trình và nhạc sĩ, những người thân của nhạc sĩ. Những đoạn phim ngắn hay clip nghệ thuật ngắn sẽ được chiếu xen kẽ chương trình, với mục đích khắc họa rõ hơn về con đường âm nhạc của từng nhạc sĩ. Ca sĩ được mời thường là những ca sĩ nổi tiếng, như: Thanh Lam, Mỹ Linh, Hồng Nhung, Ánh Tuyết, Phương Thanh, Mỹ Lệ, Thu Minh, Mỹ Tâm, Hồ Quỳnh Hương, Tùng Dương, Khánh Linh, Ngọc Khuê, Lan Anh, Anh Thơ, Trọng Tấn, Đức Tuấn, nhóm 5 dòng kẻ, nhóm AC&M... Ngoài ra tùy vào mỗi chương trình, sẽ có sự xuất hiện của dàn hợp xướng, hòa tấu... Phần phối khí của mỗi ca khúc sẽ do những nhạc sĩ như Thanh Phương, Hồng Kiên, Hoài Sa, Huy Tuấn, Anh Quân, Đỗ Bảo, Sơn Thạch, Minh Đạo, Phan Cường, Lưu Hà An... đảm nhận.
Những nhạc sĩ khách mời trong Con đường âm nhạc phải có những tiêu chí như: có nhiều tác phẩm được nhiều người biết tới, có nhiều đóng góp cho nền tân nhạc Việt Nam... Đó là những nhạc sĩ có nhiều đóng góp cho nhạc trẻ đương đại: Phú Quang, Thanh Tùng, Dương Thụ, Nguyễn Cường, Phó Đức Phương, Bảo Phúc, Từ Huy, Lê Quang, Quốc Trung, Ngọc Châu, Đỗ Bảo..., những nhạc sĩ nhạc đỏ như: Văn Cao, Phan Huỳnh Điểu, Nguyễn Văn Tý, Thuận Yến, Hồng Đăng, Huy Du, Huy Thục, Hoàng Hiệp, Phạm Minh Tuấn, Hoàng Vân..., nhạc sĩ nhạc tiền chiến như: Đoàn Chuẩn - Từ Linh, Văn Cao.

## Đánh giá
Những chương trình đầu tiên của Con đường âm nhạc gồm các nhạc sĩ đã có những đóng góp lớn cho nền âm nhạc đương đại của Việt Nam như: Phú Quang, Thanh Tùng, Dương Thụ, Nguyễn Cường, Phó Đức Phương. Những chương trình này do đạo diễn Việt Tú và tác giả kịch bản Chu Minh Vũ thực hiện, đã gây hiệu ứng tốt do có sự mới lạ về tổ chức, thể hiện, ánh sáng, sân khấu... Tuy nhiên, càng về sau, chương trình dần trở nên nhạt nhòa do nhiều nguyên nhân, chẳng hạn như người dẫn chương trình chưa đạt, ca sĩ thể hiện chưa hiệu quả, bố cục chương trình không hợp lý,...

## Giải thưởng
| Năm  | Giải thưởng                        | Hạng mục             | Đề cử cho         | Kết quả   |
| ---- | ---------------------------------- | -------------------- | ----------------- | --------- |
| 2006 | Giải thưởng Âm nhạc Cống hiến 2005 | Chương trình của năm | Con đường âm nhạc | Đoạt giải |

## Những nghệ sĩ đã được tôn vinh
| Số | Nhạc sĩ/Ca sĩ                                       | Tên chương trình                  | Thời gian     |
| -- | --------------------------------------------------- | --------------------------------- | ------------- |
| 1  | Phú Quang                                           | Những ánh chớp số phận            | Tháng 5/2005  |
| 2  | Dương Thụ                                           | Im lặng                           | Tháng 6/2005  |
| 3  | Nguyễn Cường                                        | Dưới mái đình                     | Tháng 7/2005  |
| 4  | Thanh Tùng                                          | Tôi sẽ kể em nghe                 | Tháng 8/2005  |
| 5  | Phó Đức Phương                                      | Những giấc mơ trên sóng           | Tháng 9/2005  |
| 6  | Văn Cao                                             | Cõi mơ                            | Tháng 11/2005 |
| 7  | Bảo Phúc                                            | Dòng sông lặng trôi               | Tháng 12/2005 |
| 8  | Phan Huỳnh Điểu                                     | Ánh sao đêm                       | Tháng 1/2006  |
| 9  | Ngọc Châu & Đỗ Bảo                                  | Tình bạn                          | Tháng 2/2006  |
| 10 | Nguyễn Văn Tý                                       | Dư âm                             | Tháng 3/2006  |
| 11 | Thuận Yến                                           | Khát vọng                         | Tháng 4/2006  |
| 12 | Từ Huy                                              | Ngày tháng phiêu bồng             | Tháng 5/2006  |
| 13 | Lê Quang                                            | Khi... yêu...                     | Tháng 1/2007  |
| 14 | Phạm Tuyên                                          | Gửi nắng                          | Tháng 2/2007  |
| 15 | Quốc Trung                                          | Đố tình                           | Tháng 3/2007  |
| 16 | An Thuyên                                           | Ca dao em và tôi                  | Tháng 4/2007  |
| 17 | Nguyễn Ngọc Thiện                                   | Những khúc tình ca                | Tháng 5/2007  |
| 18 | Huy Du                                              | Đường chúng ta đi                 | Tháng 6/2007  |
| 19 | Nguyễn Đức Toàn                                     | Câu chuyện ngày xưa               | Tháng 7/2007  |
| 20 | Hồng Đăng                                           | 24 hình/s                         | Tháng 8/2007  |
| 21 | Huy Thục                                            | Đợi... nhớ                        | Tháng 9/2007  |
| 22 | Phạm Minh Tuấn                                      | Lối nhỏ vào đời                   | Tháng 10/2007 |
| 23 | Đoàn Chuẩn - Từ Linh                                | Tơ lòng                           | Tháng 11/2007 |
| 24 | Hoàng Hiệp                                          | Lá đỏ                             | Tháng 12/2007 |
| 25 | Hoàng Vân                                           | Mây vàng đất Việt                 | Tháng 1/2010  |
| 26 | Trần Long Ẩn                                        | Một đời người, một rừng cây       | Tháng 3/2010  |
| 27 | Đức Trịnh                                           | Miền xa thẳm                      | Tháng 4/2010  |
| 28 | Đức Trí                                             | Thời gian tôi                     | Tháng 5/2010  |
| 29 | Quang Thọ                                           | Khi tiếng hát cất lên từ trái tim | Tháng 6/2010  |
| 30 | Lê Minh Sơn                                         | Nét Việt                          | Tháng 7/2010  |
| 31 | Xuân Hồng                                           | Nắng xuân gửi lại                 | Tháng 8/2010  |
| 32 | Đặng Hữu Phúc                                       | Phác thảo mùa Thu                 | Tháng 9/2010  |
| 33 | Giáng Son                                           | Cỏ và Mưa                         | Tháng 10/2010 |
| 34 | Nguyễn Ánh 9                                        | Lặng lẽ tiếng dương cầm           | Tháng 11/2010 |
| 35 | Trọng Đài                                           | Trái tim yêu thương               | Tháng 12/2010 |
| 36 | Đỗ Nhuận                                            | Việt Nam quê hương tôi            | Tháng 1/2011  |
| 37 | Trần Chung                                          | Giai điệu mùa xuân                | Tháng 2/2011  |
| 38 | Nhóm nhạc sĩ "Những người bạn"                      | 20 mùa nắng lạ                    | Tháng 3/2011  |
| 39 | Hữu Xuân & Nhật Trung                               | Cha và con                        | Tháng 4/2011  |
| 40 | Ánh Tuyết                                           | Hát như cuộc đời                  | Tháng 6/2011  |
| 41 | Trương Ngọc Ninh                                    | Biển khát                         | Tháng 7/2011  |
| 42 | Minh Châu                                           | Việt Nam gấm hoa                  | Tháng 8/2011  |
| 43 | Thế Hiển                                            | Nhánh lan rừng                    | Tháng 10/2011 |
| 44 | Văn Ký                                              | Bài ca hy vọng                    | Tháng 11/2011 |
| 45 | Dương Thiệu Tước, Đặng Thế Phong, Hoàng Quý & Tô Vũ | Tiếng thời gian                   | Tháng 12/2011 |

## Tạm ngừng ghi hình và phát sóng
Trong suốt thời gian phát sóng, có những lúc chương trình phải tạm ngừng hoặc thay đổi việc ghi hình và phát sóng theo kế hoạch, phần lớn là bị trùng vào các sự kiện đặc biệt. Các chương trình bị hoãn đã được phát sóng trở lại ở tuần sau đó. Cụ thể:
- Từ tháng 5 năm 2006 đến hết năm 2006 và từ tháng 12 năm 2007 đến hết năm 2009, để phục vụ cho việc phát sóng các chương trình đột xuất.

## Phiên bản mới
Sau 10 năm tạm dừng sản xuất và phát sóng, Con đường âm nhạc đã chính thức trở lại vào tối ngày 25 tháng 4 năm 2021 trên VTV1 với một phiên bản mới nhằm tiếp tục mang tới những liveshow âm nhạc chất lượng cho khán giả. Dẫn chương trình là MC Mỹ Vân, từ năm 2023 có thêm 2 MC Anh Tuấn và MC Danh Tùng.
| Số | Nghệ sĩ               | Khách mời                                                                     | Ngày phát sóng |
| -- | --------------------- | ----------------------------------------------------------------------------- | -------------- |
| 1  | Trọng Tấn             | Nhóm Oplus, Tấn Đạt                                                           | 25/04/2021     |
| 2  | NSƯT Thanh Lam        | Trọng Tấn, NSƯT Việt Hoàn, Nguyễn Thăng Long                                  | 30/10/2021     |
| 3  | Tùng Dương            | không                                                                         | 27/11/2021     |
| 4  | NSƯT Đăng Dương       | Phạm Thu Hà                                                                   | 26/12/2021     |
| 5  | NSƯT Tấn Minh         | Đông Hùng, Quang Đạt, Đức Trung                                               | 23/01/2022     |
| 6  | Nhạc sĩ Xuân Thủy     | Bùi Lê Mận, Vũ Thắng Lợi, Đỗ Tố Hoa, Xuân Hảo, Lan Anh, Bích Ngọc, Hồng Duyên | 03/04/2022     |
| 7  | NSƯT Phạm Phương Thảo | NSƯT Thanh Lam, Trọng Tấn                                                     | 24/04/2022     |
| 8  | Đức Tuấn              | không                                                                         | 26/06/2022     |
| 9  | Phạm Thu Hà           | không                                                                         | 07/08/2022     |
| 10 | Vũ Thắng Lợi          | Hồng Duyên                                                                    | 21/08/2022     |
| 11 | Tân Nhàn              | NSƯT Đình Cương, Thu Hà                                                       | 02/04/2023     |
| 12 | NSƯT Việt Hoàn        | NSƯT Đăng Dương, Trọng Tấn, Minh Ngọc, Việt Thi                               | 27/05/2023     |
| 13 | Nguyễn Ngọc Anh       | Tô Minh Đức, Hoàng Dũng                                                       | 24/06/2023     |
| 14 | Quang Hào             | Phạm Đức Thành, Lê Anh Dũng, Ngọc Ký                                          | 22/07/2023     |
| 15 | NSƯT Tố Nga           | NSND Quang Vinh                                                               | 30/09/2023     |

## Nhà tài trợ
- Melinh Plaza
- Eurowindow